# Cotnari
Cotnari es una comuna ubicada en el distrito de Iași, Rumania.

## Superficie
Cuenta con una superficie de 91,59 kilómetros cuadrados.

## Demografía
Hasta 2021 la población era de 91,59 habitantes, con una densidad de población de 63,80 habitantes por kilómetro cuadrado.